# Liste des chevaliers de l'ordre bourguignon de la Toison d'or

Le collier de l’ordre de la Toison d’or

L'ordre de la Toison d'or est un ordre de chevalerie séculier fondé en janvier 1430 par Philippe le Bon à Bruges lors des festivités données à l'occasion de son mariage avec sa troisième épouse, Isabelle de Portugal (1397-1471), fille de Jean Ier de Portugal.

## Sous Philippe III de Bourgogne

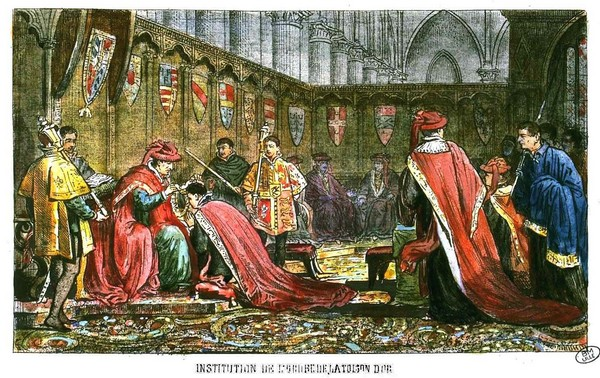
Institution de l'ordre de la Toison d'or. Édouard Boldoduc, XIXe siècle.

Philippe le Bon fonde l'ordre de la Toison d'or en 1430 à Bruges. Il en est le premier chef et souverain.

### Membres fondateurs de l'ordre (Bruges, janvier 1430)
1. Philippe III le Bon (1396-1467), duc de Bourgogne ;
2. Guillaume de Vienne († 1434), dit « le Sage », seigneur de Saint-Georges, de Sainte-Croix, de Seurre et de Montpont ;
3. Régnier Pot († 1432), dit « Palamède », seigneur de la Prugne et de la Roche de Nolay ;
4. Jean V (1369-1449), seigneur de Roubaix, de Herzelles et d'Escandeuvres ;
5. Roland d'Uytkercke († 1442), seigneur d'Hemsrode et d'Herstruut ;
6. Antoine de Vergy (1375-1439), comte de Dammartin, seigneur de Champlitte, Rigny, Frolois, Richecourt et Port sur Saône
7. David de Brimeu (de) († 1448), seigneur de Ligny-sur-Canche ;
8. Hugues de Lannoy (1384-1456), seigneur de Santes, grand maître des arbalétriers
9. Jean de Commines († 1443), seigneur de la Clitte, haut bailli de Flandre ;
10. Antoine de Toulongeon († 1432), seigneur de Traves, de la Bastie et de Montrichard, maréchal de Bourgogne ;
11. Pierre Ier de Luxembourg (1390-1433), comte de Saint-Pol, de Conversan et de Brienne ;
12. Jean de La Trémoille († avant 1439), seigneur de Jonvelle ;
13. Guillebert de Lannoy (ou Gilbert ou Guilbert de  Lannoy)(1386-1462), seigneur de Villerval et de Tronchiennes ;
14. Jean II de Luxembourg († 1441), comte de Ligny et de Guise, seigneur de Beaurevoir et de Bohaing ;
15. Jean de Villiers de L'Isle-Adam († 1437), seigneur de Villiers-le-Bel, maréchal de France ;
16. Antoine Ier de Croÿ († 1475), seigneur de Sempy et de Croÿ, comte de Porcéan et de Guines ;
17. Colart de Brimeu († 1442), dit « Florimont III », seigneur de Massincourt ;
18. Robert de Masmines († 1430 ou 1431), seigneur de Masmines, de Berleghem, Hemelveerdegen et Uitbergem ;
19. Jacques de Brimeu († 1447), seigneur de Grigny ;
20. Baudouin de Lannoy (1388-1474), dit « le Bègue », seigneur de Molembaix ;
21. Pierre de Bauffremont († 1472), seigneur et comte de Charny ;
22. Philippe de Ternant († 1456), seigneur de Ternant et de La Motte ;
23. Jean II de Croÿ († 1473), comte de Chimay, seigneur de Tour-sur-Marne ;
24. Jean V de Créquy († 1472), seigneur de Créquy, de Canaples, de Fressin et de Moliens
25. Jean Ier de Neufchâtel († 1433), seigneur de Montaigu et Amance Saint-Lambert.
  - Exclu de l'ordre en 1431 pour avoir fui lors de la bataille d'Anthon, le 11 juin 1430[1].

### Premier chapitre (Lille, 1431)

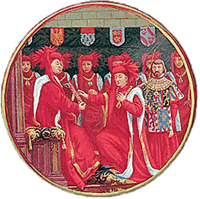
Chapitre de l'ordre présidé par Philippe le Bon.

À partir de ce chapitre, les statuts de l'ordre entrent en application : lors des chapitres, les chevaliers élisent autant de nouveaux chevaliers qu'il y a de places vacantes.
1. Frédéric IV († 1448), comte de Meurs et de Saarwerden, seigneur de Baer et de Lathum ;
2. Simon VIII de Lalaing († 1477), seigneur de Montigny et de Santes

### Deuxième chapitre (Bruges, 1432)
1. André de Toulongeon († 1432), seigneur de Mornay et de Saint-Aubin, grand écuyer de France ;
2. Jean IV de Melun († 1484), seigneur d'Antoing et d'Espinoy, burgrave de Gand.

### Troisième chapitre (Dijon, 1433)
Cette année-là, seuls deux colliers ont été libérés par des morts de chevaliers. Afin notamment de satisfaire le souhait du chef et souverain de revêtir son fils, le jeune comte de Charolais Charles, de l'ordre, il est décidé d'augmenter le numerus de six places, portant celui-ci de vingt-cinq à trente-et-un.
1. Jacques († 1439), seigneur de Crèvecœur et de Thois, capitaine de Compiègne ;
2. Jean IV de Vergy († 1461), seigneur de Fouvens, Vignory et Saint-Dizier ;
3. Guy de Pontailler († 1436), seigneur de Tallemé ;
4. Baudot de Noyelles-Wion († 1461), seigneur du Catheux ;
5. Jean de Luxembourg († 1466), dit « Hennequin », seigneur de Hautbourdin ;
6. Charles de Bourgogne, comte de Charolais ;
7. Rupert IV († 1444), comte de Virnebourg (de) ;
8. Thibault VIII de Neufchâtel († 1459), grand maître de France.

### Quatrième chapitre (Bruxelles, 1435)
- Pas de place vacante.

### Cinquième chapitre (Lille, 1436)
- Pas de place vacante.

### Sixième chapitre (Saint-Omer, 1440)

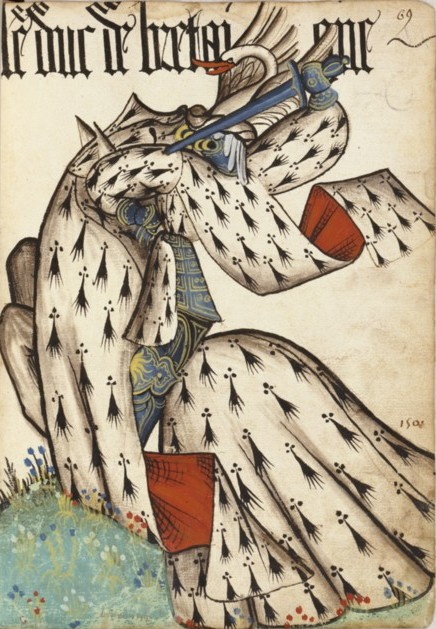
Le duc Jean V de Bretagne, représenté dans le Grand Armorial équestre de la Toison d'or.

1. Charles de Valois (1394-1465), duc d'Orléans ;
2. Jean V (1389-1442), duc de Bretagne et comte de Montfort ;
3. Jean II (1409-1476), duc d'Alençon et comte de Perche ;
4. Mathieu de Foix († 1453), comte de Comminges.

### Septième chapitre (Gand, 1445)
1. Alphonse V (1394-1458), roi d'Aragon et de Naples ;
2. Frank van Borselen († 1470), comte d'Ostrevent ;
3. Renaud II († 1473), seigneur de Brederode et burgrave d'Utrecht ;
4. Henri II de Borsele († 1474), seigneur de Veere ;
5. Jean IV d'Auxy, († 1474), ber d'Auxy, maître des Arbalétriers de France ;
6. André (dit Drieu) († 1460), seigneur de Humières[3].

### Huitième chapitre (Mons, 1451)
1. Jean Ier (1419-1481), duc de Clèves et comte de La Marck ;
2. Juan de Guevara († 1456), comte d'Ariano ;
3. Pedro de Cardona († 1451), comte de Colisano ;
4. Jean III, dit « le Bâtisseur », seigneur de Lannoy ;
5. Jacques de Lalaing (1421-1453), dit « le Bon Chevalier », seigneur de Bugincourt ;
6. Jean II de Neufchâtel († 1489), seigneur de Montaigu.
  - Exclu de l'ordre en 1481[4].

### Neuvième chapitre (La Haye, 1456)
1. Giosia Ier Acquaviva (de) († 1462), comte de Terrano (?) ;
2. Jean de Bourgogne (1415-1491), comte de Nevers ;
3. Antoine (1421-1504), dit « le Grand Bâtard de Bourgogne » ;
4. Adolphe de Clèves (1425-1492), seigneur de Ravenstein ;
5. Jean de Portugal (1431-1457), duc de Coimbra et prince titulaire d'Antioche.

### Dixième chapitre (Saint-Omer, 1461)
1. Jean II (1398-1479), roi d'Aragon et de Navarre ;
2. Adolphe d'Egmont (1438-1477), dit « le Jeune », duc de Gueldre et comte de Zutphen ;
3. Thibault IX de Neufchâtel (1413-1469), maréchal de Bourgogne ;
4. Philippe Pot (1428-1493), seigneur de La Roche de Nolay ;
5. Louis de Bruges († 1492), seigneur de Gruuthuse ;
6. Guy († 1463), seigneur de Roye.

## Sous CharlesIerde Bourgogne

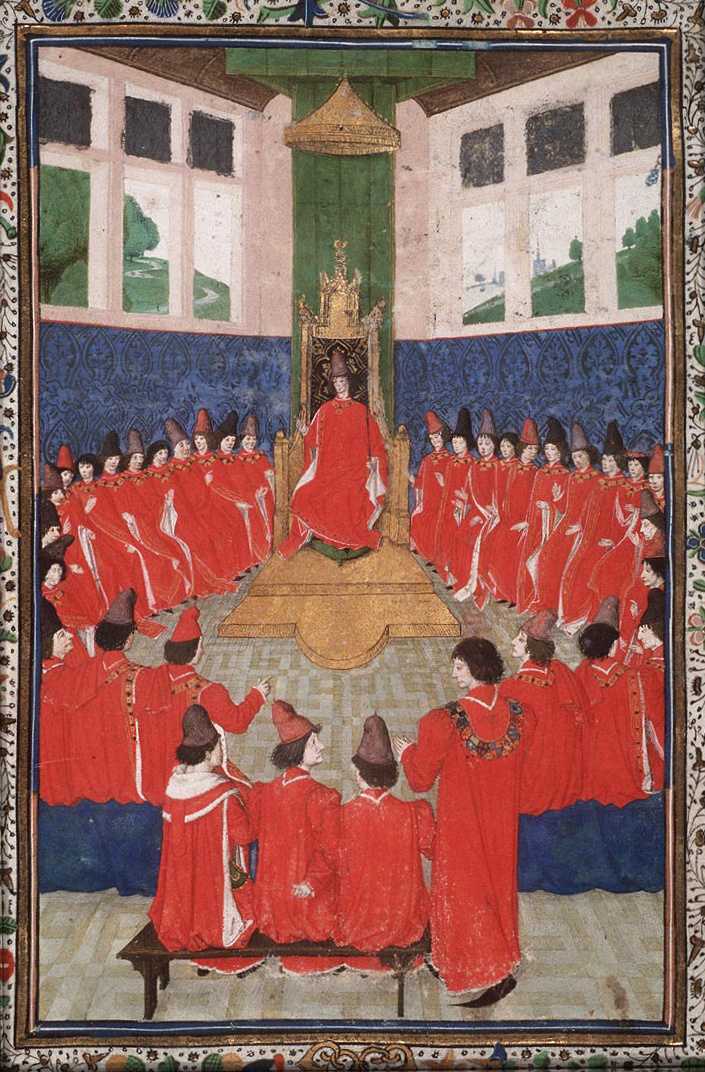
Assemblée de l'ordre de la Toison d'or présidé par Charles le Téméraire.

Membre de l'Ordre depuis 1433 (no 35), Charles Ier, dit « le Téméraire » (1433-1477) est le deuxième chef et souverain de la maison de Valois-Bourgogne.

### Onzième chapitre (Bruges, 1468)
1. Édouard IV (1442-1483), roi d'Angleterre ;
2. Louis de Chalon (1448-1476), seigneur de Nozeroy et de Châtel-Guyon, seigneur de Lons-le-Saunier, vicomte de Besançon[5] ;
3. Jean (de) Damas († 1481), seigneur de Digoine, Clessy et Saint-Amour[6] ;
4. Jacques de Bourbon (1445-1468), fils du duc Charles Ier de Bourbon[7] ;
5. Jacques de Luxembourg-Ligny († 1487), seigneur de Richebourg[8] ;
  - Exclu de l'ordre en 1481[9].
6. Philippe II (1443-1497), duc de Savoie, comte de Bresse, prince de Piémont, grand maître de France ;
7. Philippe de Crèvecœur († 1494), seigneur de  Squerdes ;
8. Claude de Montaigu († 1470), seigneur de Couches et de Sully.

### Douzième chapitre (Valenciennes, 1473)
1. Ferdinand II (1452-1516), dit « le Catholique », roi d'Aragon, de Castille, de Sicile et de Naples ;
2. Ferdinand Ier (1423-1494), roi de Naples ;
3. Jean de Rubempré († 1477), chevalier, seigneur de Bièvres[10] et d'Arquennes, gouverneur et Grand bailli du Hainaut de 1463 à 1467, gouverneur de Leuze, commandant de la ville de Nancy[11], créé chevalier de la Toison d'Or le 1er mai 1473[12],[13] ;
4. Philippe Ier de Croÿ (1436-1482), comte de Chimay ;
5. Jean de Luxembourg (1437-1476), comte de Marle et de Soissons ;
6. Guy de Brimeu († 1477), seigneur de Humbercourt ;
7. Engelbert II (1451-1504), comte de Nassau et Vianden.